# Oroszmező község
Oroszmező község (románul: Comuna Rus) község Szilágy megyében, Romániában. Központja Oroszmező, beosztott falvai Buzamező, Kabalapatak.

## Népessége
A 2011-es népszámlálás adatai alapján a község népessége 1071 fő volt.